# Люди голубых рек
«Люди голубых рек» — советский фильм 1959 года режиссёра Андрея Апсолона.
Считается первым фильмом Тувы, съёмки велись в Дзун-Хемчикском районе — в селе Бажын-Алаак, тогда центре совхоза «Искра», и в Тандинском районе — на реке Элегест; в большинстве ролей, а также эпизодах и массовых сценах снимались почти все актёры тувинского театра.

## Сюжет
В родную Туву возвращается выучившийся на инженера в Ленинграде Мерген. В колхозе перемены — строятся дома, проводится электричество. Но старики не собираются покидать юрты, несмотря на все уговоры и даже угрозы председателя колхоза Эльбека. Но даже он не понимает идею Мергена строит новый мост. В село из большого города не хочет возвращаться друг Мергена Адар, хотя его здесь ждёт невеста Оюнмаа, отвергающая ухаживания подхалима Дажи. Разрушение старого моста бурной водной стихией приводит к пересмотру селянами своих взглядов. Адар, узнав, что он нужен на строительстве, на радость родственников, невесты и друга приезжает строить новую жизнь на родине.

## В ролях
- Пётр Николаев — Эльбек Албаанович, председатель колхоза
- Николай Олзей-Оол — старик 'Кавай-оол
- Найдан Гендунова — старуха
- Максим Мунзук — Делгер
- Валентина Дагбаева — Оюнмаа
- Жуспек Турсунов — Дажи
- Чылбак Мартай-оол — Мерген, инженер
- Вера Карпова — Катя, врач
- Лакпа Син-оол — Адар
- Олег Намдараа — Довуккай
- Елубай Умурзаков — Кускельдей
- Георгий Черноволенко — Павел Кузьмич
- Виктор Кок-оол — Башке
- Алексей Чыргал-оол — врач в больнице
- Лим Су — тувинец-банщик
- Кара-кыс Мунзук — эпизод
- Николай Кузьмин — эпизод
- Татьяна Ленникова — эпизод
- Долорес Столбова — эпизод